# Dubbelpion
In het schaakspel wordt gesproken van een dubbelpion als er twee pionnen van dezelfde kleur op één lijn staan.
Een pion beweegt recht vooruit en slaat schuin naar voren. Dat houdt in dat een pion na het slaan van een vijandelijk stuk op een naastgelegen lijn komt te staan. Staat er op diezelfde lijn al een andere pion van dezelfde kleur, dan is er sprake van een dubbelpion. Wordt er daarna op dezelfde lijn nog iets geslagen door een pion van weer dezelfde kleur, dan heet dit een tripelpion: drie pionnen op één lijn. Deze laatste situatie komt in gewone schaakpartijen echter weinig voor.

## Voorbeeld
De stelling in het diagram is ontstaan na: 1.e4 e5 2.Pf3 Pa6? 3.Lxa6 bxa6 (dubbelpion op de a-lijn) 4.Pc3 Lb4 5.a3 Lxc3 6.bxc3 (dubbelpion op de c-lijn met invloed op het centrum).

## Waarde van de dubbelpion
Als regel is een dubbelpion een verzwakking, doordat:
- de pionnen elkaar niet kunnen dekken
- de achterste pion het dekken van de voorste pion door een toren over de lijn hindert
- de voorste pion de opmars van de achterste pion hindert

In bepaalde gevallen kan een dubbelpion echter ook een voordeel inhouden.
Factoren die de waarde beïnvloeden zijn met name:
- Hoe makkelijk de dubbelpion kan worden aangevallen (bijvoorbeeld door een toren over een half-open lijn).
- Of de pionnen belangrijke velden bestrijken. Een dubbelpion die is ontstaan door naar het centrum toe te slaan (zoals de dubbelpion op de c-lijn in het diagram) is soms waardevol, terwijl van het centrum af slaan (zoals op de a-lijn) meestal een verzwakking inhoudt.
- Of op een van de lijnen naast de dubbelpion nog een pion staat. Een geïsoleerde dubbelpion is extra zwak.
- Of de dubbelpion door ruil kan worden opgelost. In het diagram zou voor wit na 7. d4 exd4 8. cxd4 weer een normale pionnenstructuur ontstaan zonder dubbelpionnen.
- Of de (half-)open lijn die dankzij de dubbelpion is ontstaan van waarde is.
- Of de pionnen beweeglijk zijn, of vastgelegd.

## Curiosum
Er kunnen maximaal 6 pionnen op eenzelfde lijn staan. Op de eerste rij kunnen geen pionnen staan, een pion mag alleen vooruit. Op de laatste rij promoveert een pion, dus ook op de laatste rij staat nooit een pion. Toch is het lastig om 6 pionnen op een lijn te krijgen. Om op de a- of h-lijn 6 pionnen te krijgen moeten alle stukken en pionnen van de tegenstander geslagen worden, zodat de tegenstander alleen nog de koning heeft.